# Sensible (música)
La sensible en el sistema tonal hace referencia al séptimo grado de una escala musical. Según el contexto puede hacer referencia a la séptima nota de la escala, o bien al acorde que se forma sobre dicha nota y a la función tonal y sonoridad correspondientes (siendo más frecuente esto último). Por ejemplo, en la escala o tonalidad de do mayor que corresponde a las teclas blancas del teclado moderno, comenzando desde do, la sensible es la nota si.

## Distinción entre sensible y subtónica
Conociendo el modo de una escala, este grado está siempre situado una séptima mayor sobre la tónica o primer grado, o una segunda menor (medio tono) bajo la tónica.
Por ejemplo, la nota si es la sensible de las tonalidades de do mayor y do menor.
Cuando el VII no está situado un semitono diatónico bajo la tónica, sino un tono por debajo, se emplea el término subtónica, la cual se encuentra sobre todo en la escala menor, natural o melódica descendente, y en la escala dórica. 
La sensible es característica del sistema tonal, y posee un carácter inestable que la atrae a la tónica, por lo que la sensible generalmente resuelve en la tónica. Es empleada casi sistemáticamente desde el siglo XV en detrimento de la subtónica.